# Konsvikosen
Konsvikosen est une localité du comté de Nordland, en Norvège.

## Géographie
Administrativement, Konsvikosen fait partie de la kommune de Lurøy.